# Oamaruia
Oamaruia là một chi ốc biển, là động vật thân mềm chân bụng sống ở biển trong họ Cancellariidae.

## Các loài
Các loài trong chi Oamaruia gồm có:
- Oamaruia deleta Finlay, 1930[2]